# Паленке
Пале́нке (исп. Palenque, майя Lakam-Haʔ — «большая вода») — условное название развалин столицы Баакульского царства (цивилизация майя, III—VIII вв.), сохранившихся на северо-востоке мексиканского штата Чьяпас. В 1987 г. объявлены ЮНЕСКО памятником Всемирного наследия.
Основные постройки датируются VII и VIII веками. Паленке погиб в IX веке — вероятно, в результате нашествия племён с побережья Мексиканского залива. Руины известны с XVIII века и были посещаемы иностранными туристами ещё в XIX веке. Эти развалины вдохновили путешествующего русского поэта Бальмонта на написание стихотворения «В Паленке, меж руин…» (1906). 
Сохранились остатки дворца площадью 92 x 68 м (группа зданий, расположенных вокруг двух больших и двух малых дворов), квадратная в плане башня и три храма, традиционно именуемые храм Солнца, храм Креста и храм надписей. Галереи и внутренние помещения украшены гипсовыми и каменными рельефами. 
Наиболее масштабное исследование руин было проведено мексиканскими археологами с 1949 по 1968 годы. В первый же год исследований Альберто Рус Луилье обнаружил в Храме надписей помещение с ложным сводом, барельефами на стенах и саркофагом в центре. В 1952 году саркофаг, где находились останки правителя Паленке Пакаля, вскрыли и все сокровища перенесли в национальный музей антропологии в Мехико. В Паленке осталась копия знаменитой резной плиты.
Археологическое исследование развалин продолжает преподносить сюрпризы. Так, в 1999 году археологи в храме ХХ нашли гробницу, а в храме XIX — алтарь с надписями и рельефами, изображающими внука правителя Пакаля. В августе 2018 года сообщалось, что мексиканские ученые нашли небольшую маску, изображающую лицо пожилого человека с длинными продольными морщинами (вероятно, это царь Пакаль).